# Nordostbahnhof (metropolitana di Norimberga)
Nordostbahnhof (letteralmente: «stazione nord-orientale») è una stazione della metropolitana di Norimberga, servita dalla linea U2.

## Storia
La stazione Nordostbahnhof venne attivata il 27 gennaio 1996, come parte della tratta da Schoppershof a Herrnhütte.

## Interscambi
- Stazione ferroviaria (Nürnberg Nordost)[2]
- Fermata autobus[2]